# American Fancy Rat and Mouse Association

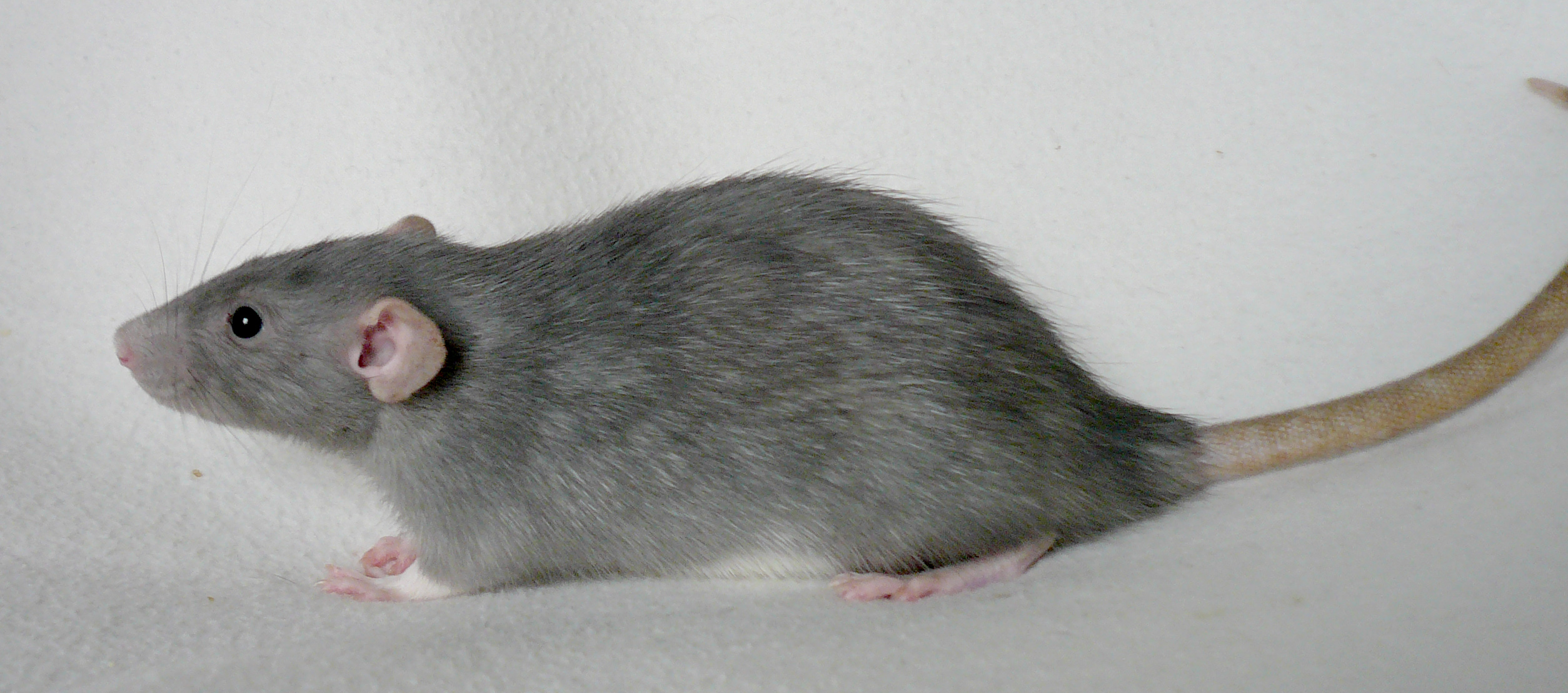
La varietà di fancy rat "Dumbo", selezionata negli Stati Uniti

La American Fancy Rat and Mouse Association (AFRMA), fondata nel 1983, è una associazione no profit internazionale basata negli Stati Uniti (in California) che raggruppa appassionati e allevatori di topi e ratti da compagnia, in particolare con riferimento alle varietà selezionate secondo specifici standard estetici (indicate in lingua inglese con le espressioni fancy rat e fancy mouse).
La società organizza esibizioni ufficiali e definisce standard estetici per le diverse varietà ottenute attraverso incroci selettivi, in modo analogo a quanto fanno altre società analoghe in diversi paesi del mondo, per esempio la National Fancy Rat Society nel Regno Unito.  I suoi obiettivi sono simili a quelli dell'American Kennel Club, con riferimento alle varietà di ratti e topi invece che alle razze canine.